# Maria Maddalena Mazzoni
Maria Maddalena Mazzoni (světským jménem: Caterina Mazzoni Sangiorgi; 30. prosince 1683 Bologna – 26. prosince 1749 Bologna) byla italská řeholnice a zakladatelka kongregace Sester karmelitánek od milosti.

## Život
Narodila se 30. prosince 1683 v Bologni jako dcera zedníka Francesca Marii a Margherity Dal Rio.
Ve dvaceti letech se provdala za mladého řemeslníka Pierfrancesca Sangiorgi, se kterým měla šest dcer, ale roku 1715 ovdověla. Své dcery učila tkaní hedvábných závojů a po několika letech těžce onemocněla. Podle dobových pramenů se modlila ke svaté Marii Magdaleně de' Pazzi a byla zázračně uzdravena. Poté se rozhodla změnit svůj život a nechala se duchovně vést karmelitánským knězem.
Roku 1723 se stala karmelitánskou terciářkou a založila společenství žen, které se věnovalo výchově dívek a péči o nemocné a vězně. Spojila kontemplativní život s aktivním apoštolátem. Komunita se rychle rozšířila a mnoho boloňských rodin svěřovalo své dcery do jejich výchovy. Zkušenosti boloňských karmelitánek sloužily jako příklad pro podobná díla v různých částech Itálie. Sestry si získaly uznání kardinála Prospera Lambertiniho a svou činnost rozvinuly i o výchovu chlapců. Mezi chlapce matky Mazzoni patřil také Bartolomeo Maria Dal Monte.
Zemřela 26. prosince 1749. O sedm let později byl sepsán její životopis.

## Proces svatořečení
Proces byl zahájen 26. prosince 1999 v boloňské arcidiecézi.